# Adria Mobil
Pour l'équipe cycliste, voir Équipe cycliste Adria Mobil.
Adria est un constructeur slovène de camping-cars, caravanes et fourgons aménagés, fondé en 1965 et basé à Novo Mesto en Slovénie. Il est la propriété du groupe Trigano depuis 2017.

## Histoire
La division Adria de production de caravanes et camping cars du constructeur automobile slovène, ex-yougoslave, Industrija Motornih Vozil (IMV) est fondée en 1965 sous l'impulsion du gouvernement Yougoslave. Elle produit alors la caravane Adria 375.
En 1982, Adria lance son premier camping car l'Adriatik.
En 1996, Adria est transféré dans la nouvelle société Adria Mobil.
En 1998, Adria lance la gamme de camping car profilé Coral, puis en 2010 le camping car intégral Sonic. 
En 2007, Adria fait l'acquisition du constructeur de mobile home espagnol Sun Roller.
En 2015, le constructeur fête ses 50 ans en lançant une collection spécifique de ses modèles Twin et Matrix reconnaissables à leur carrosserie couleur argent métal.
En septembre 2017, Adria Mobil, propriétaire des marques de camping-cars Sun Living, SunRoller (depuis 1973) et Elnagh, est rachetée par le groupe français de véhicules et d'équipements de loisirs trigano, qui possède déjà les marques Mc Louis, Mobilvetta, CI, Roller Team, Arca, Challenger, Chausson et Rimor.

## Différents modèles

### Camping cars
Profilé
- Compact 
  - Axess
  - Plus
  - Supreme

- Coral
  - Plus
  - Supreme

- Matrix
  - Axess
  - Plus
  - Supreme

Intégral
- Sonic
  - Plus
  - Supreme

Fourgon
- Twin
  - Axess
  - Plus
  - Supreme
  - Sports

## Développement
Le constructeur possède d'autres marques de véhicules de loisirs qu'il construit et distribue en Europe :
- Sun Living[11] :
  - Profilé : C Series, S Series
  - Capucine : A Series
  - Fourgon : V Series

- SunRoller :
  - Mobil-home : Évasion, Évasion Habitat, Évasion Young, Resort, Bungalow

- Elios :
  - Profilé : Carvan
  - Fourgon : Van, Sky-Line, Sky-Lift

- Elnagh :
  - Profilé : T-Loft
  - Capucine : Baron
  - Intégral : Magnum
  - Fourgon : E-Van